# Francisco Narla
Francisco Javier Fernández Vázquez, conocido como Francisco Narla (Lugo, 1978), es un escritor español, autor de novelas históricas y de misterio. Piloto aéreo de profesión, comenzó su carrera literaria con una novela de terror, Los lobos del centeno (2009), de ambiente gallego, a la que siguió la novela negra Caja negra (2010). En las obras siguientes, aborda el género de la novela histórica, ambientada en diversos períodos de la historia española: la Hispania celta en Breo (2023), la Hispania romana en Donde aúllan las colinas (2015) y la España medieval en Assur (2012), Rōnin (2013), Laín. El bastardo (2018, premio Edhasa de Narrativas Históricas), Fierro (2019) y Balvanera (2022). Dentro de su campo profesional, es autor del tratado de aerodinámica Canon de performance: masa y centrado, y planificación de vuelo (2012). En 2021 publicó el libro de pesca: De hombres y ríos. Los secretos de la selección española. Trucos, artificiales y técnicas, un homenaje a los ganadores de tres mundiales. Miembro de la Academia de Gastronomía Galega, ha colaborado en distintos libros de cocina. 